# Amphoe Khemarat
Amphoe Khemarat (Thai: อำเภอ เขมราฐ) ist ein Landkreis (Amphoe – Verwaltungs-Distrikt) im Norden der Provinz Ubon Ratchathani. Die Provinz Ubon Ratchathani liegt in der Nordostregion von Thailand, dem so genannten Isan.

## Geographie
Amphoe Khemarat grenzt an die folgenden Landkreise (von Südosten im Uhrzeigersinn): an die Amphoe Na Tan, Pho Sai, Kut Khaopun der Provinz Ubon Ratchathani, sowie an die Amphoe Pathum Ratchawongsa und Chanuman der Provinz Amnat Charoen. Im Nordosten auf dem anderen Ufer des Mekong liegt die laotische Provinz Salavan.
Die wichtigste Wasser-Ressource des Kreises ist der Mekong.

## Geschichte
Mueang Khemarat ist eine alte Stadt. In der Rattanakosin-Ära war sie eine „Stadt Erster Klasse“, die direkt Bangkok unterstellt war. Während der Thesaphiban-Reform am Anfang des 20. Jahrhunderts wurde sie jedoch der Provinz Ubon Ratchathani zugeordnet.

## Verwaltungseinheiten
Provinzverwaltung
Der Landkreis Khemarat ist in neun Tambon („Unterbezirke“ oder „Gemeinden“) eingeteilt, die sich weiter in 123 Muban („Dörfer“) unterteilen.
| Nr.  | Name         | Thai     | Muban | Einw.  |
| ---- | ------------ | -------- | ----- | ------ |
| 01.  | Khemarat     | เขมราฐ   | 22    | 17.150 |
| 03.  | Kham Pom     | ขามป้อม   | 17    | 09.169 |
| 04.  | Chiat        | เจียด     | 09    | 04.939 |
| 07.  | Nong Phue    | หนองผือ   | 14    | 09.635 |
| 08.  | Na Waeng     | นาแวง    | 13    | 07.206 |
| 010. | Kaeng Nuea   | แก้งเหนือ  | 10    | 06.392 |
| 011. | Nong Nok Tha | หนองนกทา | 13    | 06.387 |
| 012. | Nong Sim     | หนองสิม   | 10    | 05.269 |
| 013. | Hua Na       | หัวนา     | 15    | 12.978 |

Hinweis: Die fehlenden Nummern (Geocodes) beziehen sich auf die Tambon, aus denen heute der Landkreis Na Tan besteht.
Lokalverwaltung
Es gibt sechs Kommunen mit „Kleinstadt“-Status (Thesaban Tambon) im Landkreis:
- Nong Nok Tha (Thai: เทศบาลตำบลหนองนกทา), bestehend aus dem gesamten Tambon Nong Nok Tha.
- Hua Na (Thai: เทศบาลตำบลหัวนา), bestehend aus dem gesamten Tambon Hua Na.
- Khemarat (Thai: เทศบาลตำบลเขมราฐ), bestehend aus Teilen des Tambon Khemarat.
- Thep Wongsa (Thai: เทศบาลตำบลเทพวงศา), bestehend aus den übrigen Teilen des Tambon Khemarat.
- Kham Pom (Thai: เทศบาลตำบลขามป้อม), bestehend aus dem gesamten Tambon Kham Pom.
- Nong Phue (Thai: เทศบาลตำบลหนองผือ), bestehend aus dem gesamten Tambon Nong Phue.

Außerdem gibt es vier „Tambon-Verwaltungsorganisationen“ (องค์การบริหารส่วนตำบล – Tambon Administrative Organizations, TAO):
- Chiat (Thai: องค์การบริหารส่วนตำบลเจียด)
- Na Waeng (Thai: องค์การบริหารส่วนตำบลนาแวง)
- Kaeng Nuea (Thai: องค์การบริหารส่วนตำบลแก้งเหนือ)
- Nong Sim (Thai: องค์การบริหารส่วนตำบลหนองสิม)